# Лейцин
Лейцин (сокр. Leu или L; 2-амино-4-метилпентановая кислота; от греч. leukos — «белый») — алифатическая аминокислота с химической формулой HO2CCH(NH2)CH2CH(CH3)2. Имеет в своей структуре один хиральный центр и может существовать в виде D- или L-оптических изомера, а также в виде рацемата (смеси равных количеств D- и L-изомера). В живых организмах встречается в виде L-изомера. При повышении уровня эстрона в организме способствует его уменьшению. 

## Физические свойства
Бесцветный порошок с температурой плавления 293°C (чистый D- или L-изомеры) и 332°C (D,L рацемат). Ограниченно растворим в воде, плохо - в этаноле, хорошо - в растворах щелочей и кислот, не растворим в диэтиловом эфире. pKa(COOH)=2,36, pKa(NH3+)=9,6. Изоэлектрическая точка pI=6,04. Удельное вращение [α]D L-лейцина в воде при 25°С составляет 14,4.

## Получение
Впервые выделен из мышечного волокна и шерсти в 1820 году Анри Браконно. Впервые синтезирован взаимодействием 2-бром-4-метилпентановой кислоты с аммиаком в 1904 году Эмилем Фишером.

## Воздействие на здоровье

### Положительное
Поддержание массы скелетных мышц зависит от динамического равновесия (потери натощак — приросты) в белковом обмене. Из всех питательных веществ единственная аминокислота лейцин обладает наиболее выраженными анаболическими характеристиками, выступая в качестве триггерного элемента для инициации синтеза белка. Было обнаружено, что в качестве пищевой добавки лейцин замедляет деградацию мышечной ткани за счёт увеличения синтеза мышечных белков у старых крыс. Однако результаты сравнительных исследований противоречивы. Длительный приём лейцина не увеличивает мышечную массу или силу у здоровых пожилых мужчин.
И L-лейцин, и D-лейцин защищали мышей от эпилептических припадков. D-лейцин также прекращал судороги у мышей после начала судорожной активности. 

### Отрицательные
Снижение потребления L-лейцина с пищей уменьшало ожирение у мышей.
Токсичность лейцина, наблюдаемая при лейцинозе, вызывает делирий и неврологические нарушения и может быть опасна для жизни.
Высокое потребление лейцина может вызвать или усугубить симптомы пеллагры у людей с низким уровнем ниацина, поскольку он препятствует превращению L-триптофана в ниацин.
Лейцин в дозе, превышающей 500 мг/кг/сут, сопровождался гипераммониемией.

## Природное значение
Незаменимая аминокислота, то есть она в организме человека, как и в организмах животных, не синтезируется. Лейцин синтезируется растениями и микроорганизмами из пировиноградной кислоты. Его кодоны: UUA, UUG, CUU, CUC, CUA и CUG. Лейцин входит в состав природных белков, применяется для лечения болезней печени, анемий и других заболеваний. В среднем суточная потребность организма в лейцине для здорового человека составляет 4-6 грамм.
Входит в состав многих БАД. L-лейцин - пищевая добавка E641 классифицируется как усилитель вкуса.

## Медицинское применение
Применяется при заболеваниях печени, анемии, токсикозах, невритах, мышечной дистрофии, полиомиелите, синдроме Менкеса. Используется в составе парентерального питания. Дополнительный приём вместе с другими разветвлёнными аминокислотами показан при обширных и множественных травмах. Показан больным фенилкетонурией. Используется как противошоковое средство. В комплексной терапии алкоголизма и наркотической зависимости лейцин показан для замещения собственного дефицита. Суточная потребность 4,0—6,0 грамм.

### Симптомы дефицита
Дефицит может развиться у строгих вегетарианцев и вегетарианцев без адекватных источников белка. При такой диете может наблюдаться гипогликемия, головокружение, усталость, головные боли, раздражительность. При недостатке лейцина создаются условия для формирования анемии и увеличения отложения кальция в костную ткань. У алкоголиков  и наркоманов дефицит развивается как следствие общей белковой недостаточности.

### Симптомы избытка
При некоторых болезнях может увеличиваться концентрация свободного лейцина: острая атрофия печени, тиф, оспа, острое малокровие, отравление фосфором. Избыток лейцина может увеличить концентрацию аммиака в крови. Чрезмерное потребление может вызвать состояние пеллагры.